# Marion Greig
Marion Ethel Greig (ur. 22 lutego 1954 w Hudson) – amerykańska wioślarka, brązowa medalistka olimpijska.

## Kariera
Wystąpiła na igrzyskach olimpijskich w Montrealu w 1976, gdzie osada USA w składzie: Jackie Zoch, Anita DeFrantz, Carie Graves, Marion Greig, Anne Warner, Peggy McCarthy, Carol Brown, Gail Ricketson i Lynn Silliman (sternik) zdobyła brązowy medal w ósemkach. W finale uplasowały się o 5,36 sekundy za osadą NRD i 2,51 sekundy za osadą ZSRR. Był to debiut tej konkurencji w programie olimpijskim, a zarazem jedyny start olimpijski Greig.
Była także piąta w czwórkach podwójnych na mistrzostwach świata w Nottingham. 
Kształciła się na Cornell University. 